# Bothvidus Bergius
Bothvidus Bergius, född 1644 i Östra Husby socken, Östergötlands län, död 17 april 1706 i Örtomta socken, Östergötlands län, var en svensk präst.

## Biografi
Bothvidus Bergius döptes 2 februari 1644 på Berga i Östra Husby socken. Han var son till bonden Per Folkesson och Anna Persdotter. Bergius blev 24 maj 1665 student vid Uppsala universitet, Uppsala. Han studerade utomlands mellan 1673 och 1675 och prästvigdes 15 december 1676. Bergius blev 1677 kyrkoherde i Örtomta församling, Örtomta pastorat och blev 1702 prost. Han avled 17 april 1706 i Örtomta socken.

### Familj
Bergius gifte sig första gången 1 januari 1677 med Susanna Terserus (1649–1691). Hon var dotter till kyrkoherden Adolphus Elai Terserus och Elisabeth Johansdotter i Mora socken. Susanna Terserus hade tidigare varit gift med kyrkoherden Johannes Loftander i Örtomta socken. Bergius och Terserus fick tillsammans barnen Adolph (1677–1677), Ingeborg (1679–1710),  som var gift med kyrkoherden Zacharias Lönbom i Klockrike församling, Elisabeth (1680–1718), Maria (1682–1684), Petrus (1684–1685), Anna (1685–1685), Bothvid (1687–1714) och Ebba Maria (1689–1693).
Bergius gifte sig andra gången 1692 med Anna Bruzæus (1663–1725). Hon var dotter till kyrkoherden Benedictus Bruzœus och Margareta Drysenius i Risinge socken. De fick tillsammans barnen Margareta (1693–1693), Susanna Maria (född 1694), Anna Margareta och Bengt (1699–1749).